# Flakpanzer I
Il Flakpanzer I, il cui numero d'identificazione era Sd.Kfz. 101, è stato un semovente antiaereo basato sullo scafo del carro armato leggero Panzer I e costruito in appena due decine di esemplari: si trattava di una frettolosa conversione, consistente nella rimozione dell'originale torretta e nella parziale ricostruzione della sovrastruttura, in modo tale da fare spazio a un singolo cannone FlaK 38 da 20 mm scudato.
Gli esemplari fabbricati furono concentrati in un battaglione motorizzato e ripartiti in tre diversi plotoni. Combatterono esclusivamente sul fronte orientale, venendo utilizzati anche per supporto diretto alla fanteria. Nessuno sopravvisse alla battaglia di Stalingrado.

## Storia

### Sviluppo e produzione
Tra la fine del 1940 e l'inizio del 1941 divenne chiaro che le colonne motorizzate potevano divenire un facile obiettivo per gruppi di cacciabombardieri delle aeronautiche alleate: l'urgente necessità dell'Esercito tedesco di disporre di un valido mezzo antiaereo, più rapido a entrare in azione rispetto alle artiglierie trainate, indusse l'Heereswaffenamt ("Ufficio Armamenti") a selezionare l'oramai obsoleto carro armato leggero Panzer I come piattaforma semovente per un cannone contraerei FlaK 38 da 20 mm. Nello specifico si scelse di utilizzare la versione portamunizioni del veicolo chiamata Munitionsschlepper I Ausf. A ed estrapolata dal Panzer I Ausf. A, il primo modello del mezzo.
A questo punto del processo di sviluppo le fonti divergono su ciò che accadde. Una afferma che, dopo aver contattato la Daimler-Benz e la Alkett per effettuare le conversioni previste, l'Ufficio Armamenti si rivolse alla ditta Stoewer presso Stettino. Sembra che alla fine, però, i ventiquattro esemplari completati nel 1941 fossero il risultato di modifiche effettuate sul campo. Una seconda fonte riporta che la Alkett di Berlino costruì nei primi mesi del 1941 circa ventiquattro unità del Flakpanzer I.

### Impiego operativo
La totalità dei semoventi prodotti venne organizzata nel 614. FlaK-Abteilung (mot.), reparto approntato nel maggio 1941 ad Altwarp. Il battaglione era formato da tre batterie/compagnie, ognuna forte di otto Flakpanzer e otto Munitionsschlepper I Ausf. A. Una fonte fornisce invece un diverso organico. Il battaglione era composto da tre compagnie ognuna delle quali basata su tre plotoni: il primo e il secondo erano dotati di quattro veicoli cadauno e di altrettanti Munitionsschlepper I; il terzo plotone, invece, consisteva in due complessi quadrinati Flakvierling da 20 mm trainati da autocarri. Differente era l'equipaggiamento anche per i comandi delle tre compagnie: prima e terza utilizzavano infatti un Panzer I Ausf. A come carro comando mentre la seconda impiegava un Ausf. B. I veicoli antiaerei erano numerati da 1 a 8 per ciascuna compagnia; inoltre erano in uso diversi colori per identificare i plotoni (rispettivamente bianco per il primo, rosso per il secondo, giallo per il terzo) e sembra anche i quartier generali delle compagnie (il verde).
Il battaglione venne inviato sul fronte orientale e i suoi veicoli talvolta furono adoperati anche contro la fanteria avversaria. L'ultimo Flakpanzer I andò distrutto nel gennaio 1943 all'interno della sacca di Stalingrado.

## Caratteristiche
L'originario scafo del Panzer I portamunizioni fu privato della copertura del motore, della torretta disarmata e di buona parte della sovrastruttura; infine la restante porzione anteriore, dove si trovava la postazione del pilota, venne spostata in avanti di 18 centimetri. Sullo spazio così ottenuto fu sistemato un singolo cannone antiaereo 2 cm FlaK 38 lungo 112,5 calibri (L/112,5), completo di scudatura protettiva e un poco decentrato a destra: quest'arma aveva un rateo di fuoco di 420-480 colpi al minuto, una velocità iniziale di 900 m/s e una portata utile di 2 200 metri. Nel retro si trovava l'apparato motore, un Krupp M305 da quattro cilindri erogante al massimo 57 hp il cui albero motore lo collegava alle ruote motrici anteriori. Il treno di rotolamento contava quattro ruote portanti, tre rulli reggicingolo superiori e una ruota di rinvio abbassata al livello del terreno, agente come ulteriore supporto per la marcia. Le sospensioni per le tre ruote centrali consistevano in due mezze balestre inserite tra queste e una lunga barra esterna; la prima ruota era invece equipaggiata con un proprio ammortizzatore. Il treno di rotolamento non era stato però irrobustito, né fu incrementata la potenza del motore: dunque le componenti erano sottoposte a uno sforzo costante a causa dell'aumentato peso. La corazzatura rimase spessa 13 mm su tutti i lati dello scafo e 6 mm sul cielo.

## Varianti
Il Flakpanzer I fu un veicolo unico nel suo genere, ma seguendo il medesimo concetto un singolo Panzer I (di cui non si conosce il modello), venne modificato per installare sullo scafo una MG 151/15 da 15 mm: questo mezzo cadde in mano alle truppe sovietiche durante il 1943. Un altro derivato, sempre ottenuto dal Panzer I, era stato equipaggiato con un complesso trinato di MG 151/15 e sopravvisse al conflitto poiché fu catturato intatto nel maggio 1945, in Germania.